# Munilla
Munilla tỉnh và cộng đồng tự trị La Rioja, phía bắc Tây Ban Nha. Đô thị này có diện tích là 54,19 ki-lô-mét vuông, dân số năm 2009 là 132 người với mật độ 2,44 người/km². Đô thị này có cự ly 68 km so với Logroño.